# 菟道稚郎子

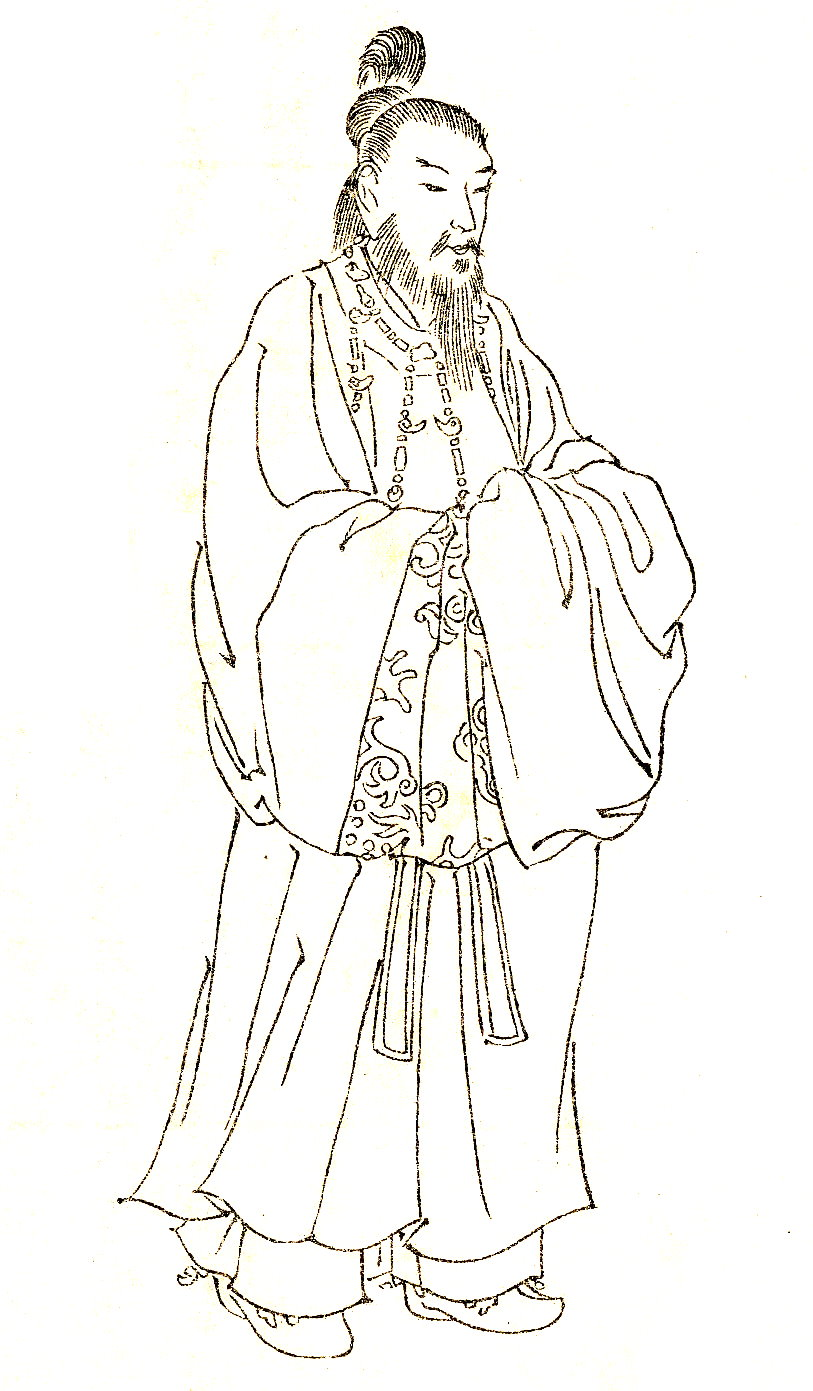
菟道稚郎子

菟道稚郎子，(?-?)，古代日本皇族，應神天皇皇太子，仁德天皇（大鷦鷯尊）異母弟。
他的母親是奈良盆地一帶豪族和珥氏（丸邇氏）日觸使主之女宮主宅媛，他一直受應神天皇寵愛，曾邀請百濟的儒學者王仁教他讀書。在應神天皇40年1月被立為太子。
翌年天皇去世，他與兄長大鷦鷯尊互讓，使皇位懸空三年，最後決定自盡使兄長即位。
他死後安葬在京都府宇治市的丸山古墳。